# Mella (Cuba)
Mella é uma cidade de Cuba pertencente à província de Santiago de Cuba.